# Molophilus (Molophilus) vorax
Molophilus (Molophilus) vorax is een tweevleugelige uit de familie steltmuggen (Limoniidae). De soort komt voor in het Australaziatisch gebied.